# Riforma Mastella
La legge  30 luglio 2007, n. 111 (conosciuta come riforma Mastella) - è una legge della Repubblica italiana, dal nome del suo ispiratore, il ministro della Giustizia Clemente Mastella, che apportò varie modifiche alla riforma Castelli.

## Storia
La norma prese forma tra il 2006 ed il 2007, tra il Governo Berlusconi III ed il Governo Prodi II; il 23 ottobre 2006 la camera dei deputati approvò definitivamente il disegno di legge presentato dal Ministro della giustizia del tempo, Clemente Mastella, volto a porre cambiamenti alla riforma del suo predecessore, Roberto Castelli. 
Il relativo disegno di legge venne approvato però solo il 28 luglio 2007 e divenne legge due giorni dopo.

## Novità principali

### Accesso alla magistratura
Vengono abrogate alcune innovazioni molto criticate introdotte dalla riforma Castelli (eliminati il test psicoattitudinale e la scelta “preventiva” tra funzioni giudicanti e requirenti, così come il  “corso concorso” che tra le altre cose prevedeva, in caso di fallimento delle prove finali, un ingresso nei ranghi della pubblica amministrazione italiana). Secondo la norma, per accedere alla magistratura italiana è inoltre necessario, oltre ad aver conseguito la laurea in giurisprudenza e essere in possesso di diploma di scuola di specializzazione per le professioni legali o in alternativa:
- aver conseguito l'abilitazione all'esercizio all'avvocatura e non essere stato destinatario di sanzioni disciplinari irrogate dall' ordine professionale di appartenenza;
- essere magistrati di altre giurisdizioni o magistrati onorari;
- impiegati civili della pubblica amministrazione italiana, inquadrati nella categoria non inferiore alla C nel proprio CCNL di riferimento;
- essere docenti universitari di materie giuridiche.
- aver conseguito  un dottorato di ricerca in materie giuridiche;

La norma ha altresì rinominato l'"uditore giudiziario" in "magistrato ordinario in tirocinio", sancendo inoltre la non previsione ostativa di limiti di età per l'accesso alla magistratura ordinaria. Nelle commissioni d'esame è prevista la presenza di docenti universitari e avvocati. Dopo il concorso bisognerà sostenere un periodo di tirocinio che dura 18 mesi, di cui 6 da svolgere presso la Scuola superiore della magistratura. Il Consiglio superiore della magistratura esprimerà poi giudizio di idoneità necessario per l'immissione in ruolo.

### Riorganizzazione della carriera dei magistrati
Introdotto un sistema di valutazione professionale che prevede, per i primi 28 anni di professione, controlli con cadenza quadriennale per tutti e un giudizio del CSM con provvedimento motivato. Una valutazione negativa reiterata può portare alla necessaria frequenza di corsi di rivalutazione professionale, ad eventuali assegnazioni ad altro incarico, ed anche alla dispensa definitiva dall'incarico. Le stesse funzioni non possono essere svolte per più di 10 anni di seguito dallo stesso magistrato.
I magistrati dovranno seguire obbligatoriamente dei percorsi di formazione permanente formativi; se poi si intende svolgere la funzione di magistrato di Cassazione alla normale verifica di professionalità si dovrà aggiungere una specifica valutazione della capacità scientifica e di analisi delle norme. Anche su questo verranno valutati dal Consiglio superiore della magistratura, assistito da magistrati professori universitari e avvocati cassazionisti.

### Passaggio di funzioni
Il passaggio di funzioni da giudicanti a requirenti e viceversa non potrà avvenire più di quattro volte nel corso dell'intera carriera: il magistrato deve aver svolto le stesse funzioni per almeno 5 anni prima del trasferimento.

Esso comporterà il trasferimento del magistrato ad ufficio giudiziario di diversa regione, tuttavia nel caso si tratti di un passaggio tra la funzione inquirente a giudice civile o del lavoro, e viceversa, sarà allora sufficiente cambiare provincia.

### Riforma della scuola superiore della magistratura
La scuola superiore della magistratura subisce una riorganizzazione complessiva, e mantiene la competenza esclusiva per la formazione e l'aggiornamento dei magistrati.